# Marianne Eriksson (född 1952)
Marianne Eriksson, född 1952 i Kilforsen, Ångermanland, är en svensk målare och tecknare.
Eriksson studerade vid Konstfackskolan i Stockholm 1971-1975.
Hennes konst består av landskap som hon målar utomhus huvudsakligen i akvarell samt målar och tecknar porträtt.
Eriksson är representerad vid Folkets hus riksföreningar, Motala kommun, Mjölby kommun och Motala folkets hus.